# Sideroxylon bequaertii
Sideroxylon bequaertii är en tvåhjärtbladig växtart som beskrevs av De Wild. Sideroxylon bequaertii ingår i släktet Sideroxylon och familjen Sapotaceae.
Artens utbredningsområde är Kongo-Kinshasa. Inga underarter finns listade i Catalogue of Life.